# 弘前藩

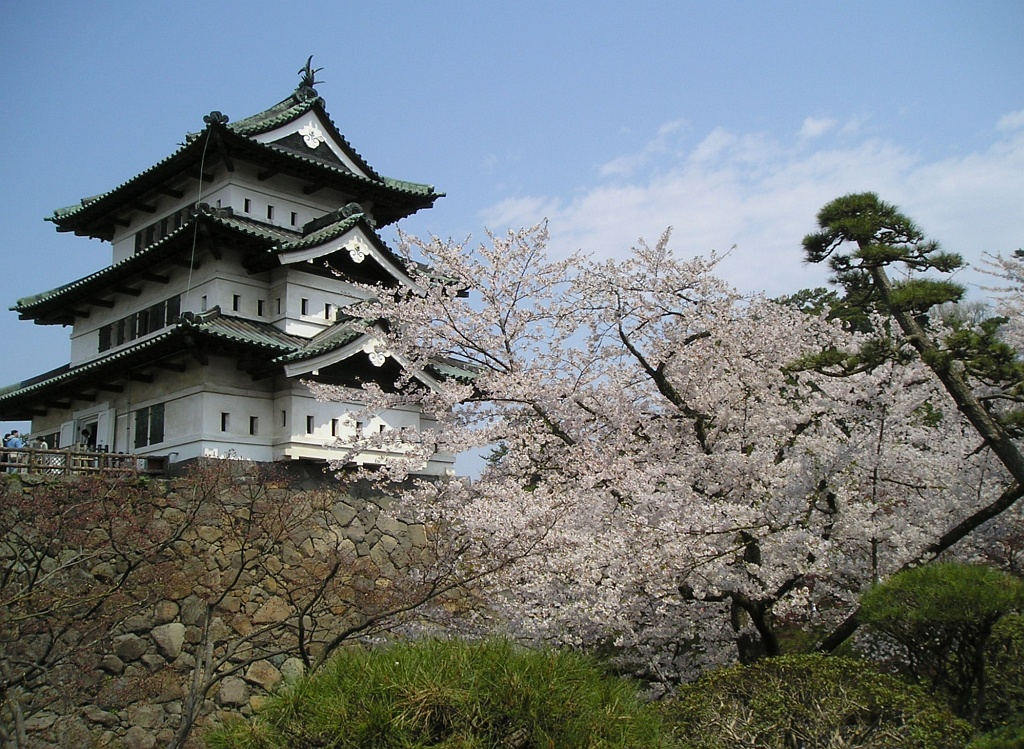
弘前藩の拠点であった弘前城

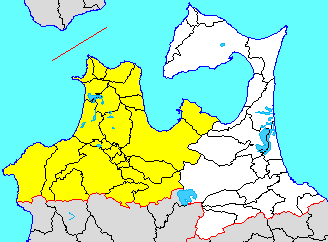
現在の青森県の地図上に弘前藩、黒石藩に属していた地域を黄色で示す。

弘前藩（ひろさきはん）は、江戸時代に陸奥国の津軽地方にあった藩である。通称は津軽藩（つがるはん）。現在の青森県西部を領し、支藩として黒石藩があった。藩庁は弘前城（青森県弘前市）にあった。弘前への改称以前を高岡藩（陸奥高岡藩）、高岡移転以前を堀越藩ともいう。領地や藩主津軽家から、現代では津軽藩と呼ばれることもある。
津軽家の家格は柳間詰め外様大名で城主。幕末に10万石に高直しをした事により 家格が向上し、大広間詰めもある国主に準ずる扱いを受けた。藩庁は弘前城（青森県弘前市下白銀町）に置いた。

## 歴史

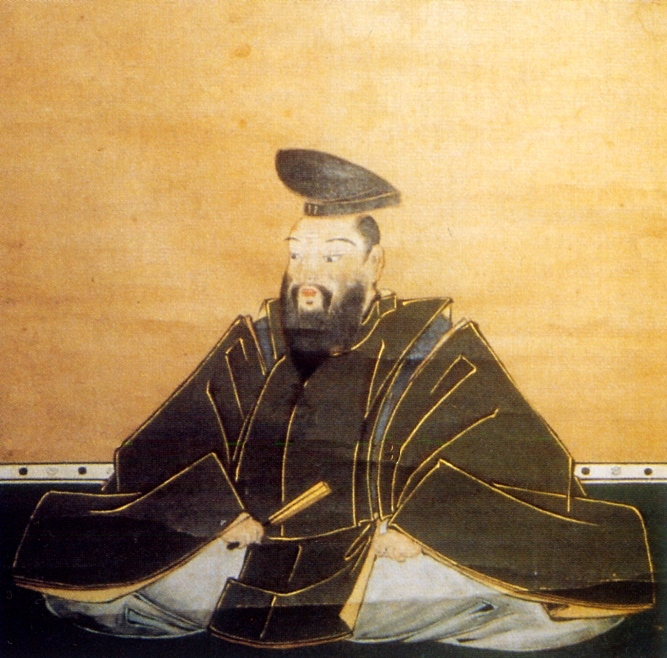
初代藩主津軽為信

### 前史
鎌倉時代の津軽は、北条氏の得宗領であり、得宗被官として送り込まれた津軽曾我氏や、津軽生え抜きの領主から地頭代官に抜擢された津軽安藤氏（安東氏）が支配した。
曾我氏は、南北朝時代の元中年間(1380～92年)に、詳細は不明であるが根城南部氏によって滅んだとされる。また、安東氏は南北朝時代には南北両朝の間を巧みに立ち回り本領の維持拡大に努めたが、15世紀半ば頃、糠部郡から勢力を伸ばしてきた南部氏に追われた。
戦国時代初期、三戸南部氏の当主・南部信時は津軽の領国化を狙って進出し、延徳3年（1491年）に一族の南部(大浦)光信を津軽西浜種里城に配置して安東氏への押さえとした。さらに明応7年（1498年） には四男・南部(達子)光康を外浜堤ヶ浦に配置し「津軽郡代」とした。
文亀2年（1502年）、種里城主・南部光信は新たに築いた大浦城に盛信を置き、大浦盛信は「大浦屋形」と称され、喜田、大浦を含む鼻和郡は勢力基盤となっていく。そして、天文15年（1548年）以降、三戸南部氏は当主・南部安信の弟南部(石川)高信を石川城に、南部政行を大光寺城に配置し、強力な支配体制を築き上げた。
津軽氏は、元は大浦氏を称し、大永6年（1526年）、初代光信が没し、嫡男・盛信が跡を継いだ。以後、三代は盛信の娘婿・政信、四代は政信の子・為則、永禄10年（1567年）婿養子として入った為信が五代目としてが継承した。

### 為信の独立と立藩
初代藩主となる津軽為信は、もとは南部氏の被官であり、戦国末期に独立化を進め、天正18年（1590年）3月、浪岡城を囲み城代楢山帯刀を三戸に敗走させた。この際、南部信直は為信討伐を九戸政実に命じるが病気と称して出馬せず、久慈政則、櫛引清長、七戸家国らも抑えたため、津軽への出兵を断念することとなり、為信の独立と津軽・外浜の統一は達成される。為信は、同天正18年7月の豊臣秀吉の小田原征伐に参陣して大名の地位を公認され、さらに、関ヶ原の戦いでは徳川家康に味方して藩の基礎を築き、以後は津軽氏が江戸時代を通じて津軽と外ヶ浜を治めた。
弘前藩の領地と石高は、当初陸奥国津軽領4万5,000石と関ヶ原参陣の功によって加増された上野国新田郡大舘領（現在の群馬県太田市尾島地区など）2,000石の計4万7,000石。元禄2年（1689年）に黒石津軽家の分家が絶え、分知していた1,000石を召し上げられて4万6,000石となる。この際領内に生じた飛び地の天領を解消するため、元禄11年（1698年）に幕府との間で領地を交換し、大舘領を返上して陸奥国伊達郡秋山村（現在の福島県伊達郡川俣町内）を取得した。

### 江戸時代
弘前藩は山鹿素行の子孫を重用した事で知られ、山鹿流に師事した 歴代藩主・分家・重臣たちは、総じて赤穂浪士には好意的ではなかった。
重臣の乳井貢が元禄赤穂事件を激しく批判する著作を発表したり、浪士に同情した北村主水を宝永5年（1708年）に閉門、知行（1000石）没収の厳罰に処し、供養塔の破却を命じたりしている。また家中には大石良雄の一族もいたが、厚遇されている山鹿系家臣と対立し、親戚衆や旧石川南部氏の遺臣に与して「津軽信章越境事件」など御家騒動も発生した。
大石無人は赤穂浪士の装束等の遺品を預かっていたが、津軽では到底受け入れ難く、長男である良麿の子・良饒が大石信清の瀬左衛門家を継承した事により、浪士の遺品は赤穂に戻されて現在では大石神社に納められている 。
天明3年（1783年）、藩内で天明の飢饉が深刻化する。同年10月から翌年8月までの餓死者は10万2000余人。死に絶えて空き家になった家が3万5000戸、疫死3万余人、他国行2万余人とする推計がある。富家に放火して略奪する者も相次いだ。青森は度重なる火災で町並みが残らず焼失、原野となった。
北方でロシア船が多く来航するようになると、寛政11年（1799年）に幕府は東蝦夷地を幕領化し、各交易拠点に幕府の役人を置くとともに盛岡藩と弘前藩に警備を命じた。さらに文化4年（1807年）には全蝦夷地を幕領とし、仙台藩や会津藩など東北諸藩も警備に当たらせた。
9代寧親の代の文化年間に高直しがあり文化5年（1808年）に10万石となった。これに伴い従四位下昇進と大広間詰めが認められ、準国主（国持並）大名に列することになった。この家格向上は蝦夷地（現在の北海道）警護役を引き受けることに対してなされたものであり、実際の加増を伴わないため藩の負担増ばかりを招いた（ただし、幕末までに津軽藩の実高は28万7千石を超し、盛岡藩（実高27万6千石、戊辰戦争の減封以前） を上回るまでに至る。）
またこの家格向上により、対立関係にあった盛岡藩主・南部利用より寧親が上座となり、これに対する屈辱から盛岡藩士の下斗米秀之進が寧親の暗殺を計画した相馬大作事件が引き起こされた。巷で相馬大作は「南部の大石内蔵助」ともてはやされたが、同じく山鹿素行の子孫を重臣に登用した平戸藩では「児戯に類すとも云べし」と酷評されている。
弘前藩は南部藩と南部氏の家臣だった津軽氏が独立したことに起因するとされる戦国時代以来の遺恨・紛争を抱えており、両者の関係は幕府上層部にも知られていたため、蝦夷地警備でも衝突が起きないよう注意が払われた。青森大学の研究によると、弘前藩は「早道之者」（はやみちのもの）という忍者を抱え、南部国境や北方らの情報収集や警備、領内の治安維持、薬草の収集などに当たらせた。鶯張りの床や隠し部屋などを備えた屋敷が弘前に現存している。
文政4年（1821年）、ロシア船の来航が減少し、松前藩による復帰運動もあったことから、幕府は蝦夷地を松前藩の管理に戻し、これにより弘前藩とともにいったん蝦夷地警備から解放された。
しかし、ペリー来航後、幕府は安政2年（1855年）に蝦夷地を再び幕領とし、東北の盛岡藩、久保田藩（秋田藩）、仙台藩とともに幕府から蝦夷地の警備を命じられた。安政6年（1859年）に幕府が蝦夷地分領政策へ転換すると、東北からは先の4藩に鶴岡藩と会津藩を加えた各藩が蝦夷地の分与を受けた。弘前藩は箱館千代ケ台に本陣屋、寿都に出張陣屋を置いた。
弘前藩重臣となった山鹿素行の子孫からは、長州藩など勤皇諸侯・志士に影響を与えた山鹿素水が出ている。
明治元年（1868年）の戊辰戦争では、当初新政府方であったが孤軍を恐れ奥羽越列藩同盟に属し、後に脱退。南部藩とは野辺地戦争で交戦した。旧幕府脱走軍に敗れ、蝦夷地の松前から逃れてきた松前藩一行を領内に保護している（「箱館戦争」参照）。戦後に新政府より1万石を加増された。
明治4年（1871年）7月、廃藩置県により弘前県となる。同年9月、黒石県、七戸県、館県（北海道南西部）、斗南県、八戸県を合併。後日、県庁の青森移転に伴い青森県に改称された。

## 御家騒動

### 津軽騒動
慶長12年（1607年）初代藩主・為信の死後、為信の三男・信枚と長男・信建の遺児・熊千代が藩主相続を争った騒動。
熊千代を擁立したのは信建側近で信建・信枚の妹婿である津軽建広（旧姓大河内氏）で、彼は幕府に対し熊千代の藩主相続を訴え本多正信に訴状を提出した。訴状は正信に受け入れられ熊千代の相続が決定するかと思われたが、安藤直次がこれに反対した。結局、直次の主張が容れられ、慶長14年（1609年）に幕府から信枚の藩主相続を認められた。それを受け、信枚は熊千代派を粛清し、金信則は自刃、津軽建広らは大光寺城に立て籠もったが、高坂蔵人の活躍によって落城した。また、村市館では、熊千代の母方の祖父一戸兵庫之助が、松野大学と激闘を繰り広げた。熊千代の叔父で豪勇で知られた一戸清三郎（一戸兵庫之助長男）は乾安儔の自宅へ招かれ、騙し討ちに遭い殺された。
後、熊千代は肥後の加藤氏に仕えたが病弱のため辞し、信枚から合力金を受けて江戸に住し、若くして死去したと言われている。津軽建広は津軽追放を命じられ、江戸城に医師として仕えた。追放後も津軽姓を名乗り続け、『寛政重修諸家譜』にも弘前津軽氏、黒石津軽氏とともに記載されている。

### 高坂蔵人の乱
慶長17年（1612年）に2代藩主・津軽信枚と、津軽騒動で信枚側につき活躍した重臣高坂蔵人が、1人の児小姓を奪い合った騒動。
慶長17年2月27日津軽信枚のお気に入りの児小姓八木橋専太郎を高坂蔵人が久里九兵衛の屋敷に招いた事の発端が始まる。信枚が幾度も命令したにもかかわらず、八木橋専太郎を帰さなかったため、信枚が激怒、八木橋専太郎を弘前城に呼びつけその場で手討ちにした。そして、3月3日信枚は久里九兵衛の屋敷を攻め立て、久里九兵衛は寺に逃げ込み切腹して果てた。さらに、高坂蔵人の南部藩への脱藩計画も発覚。その翌日、弘前城に挨拶に来た高坂蔵人を乾安儔、竹森六之助、東海吉兵衛、服部孫助、兼平源助が殺した。その知らせを聞き、屋敷を取り囲まれた高坂蔵人の家来たちは、屋敷に火をつけ、下町馬屋町の戸田茂兵衛の屋敷へ逃げ込み、鉄砲を弘前城に撃ち込んだため、またも屋敷を取り囲まれ、激しい斬りあいの末一人残らず討ち取られた。高坂蔵人の母・同士、連判の士80名余りの家族・親類・縁者が斬罪になり、逃亡する家臣も多数出たため、弘前藩の家臣数が半分にまで減ったといわれている。

### 船橋騒動
寛永11年（1634年）、3代藩主・信義の時に起こった御家騒動。
2代藩主・信枚の側室・辰姫は藩の飛び地領上野国大舘で暮らしており、3代藩主となる信義も大舘で産まれ育った。その時に乳母となったのが旧宇喜多秀家家臣・船橋半左衛門の妻である。
元和9年（1623年）に辰姫が死去したため、信義は江戸弘前藩邸に引き取られ、信枚死後の寛永8年（1631年）に13歳で藩主となった。それに伴い信義が幼少の頃から近侍していた船橋半左衛門親子の権力がにわかに強力となる。藩内では元々古参の譜代家臣と新参者の家臣の間に対立が生じており、これを契機に新参家臣らが船橋半左衛門に集まって、双方の対立は決定的となった。同10年(1633年)10月、信義が津軽領内へ初国入りした際に船橋も供をし同時に入国したが、領内高杉村まで出迎えた国許家臣らに対し、船橋は下馬もせず、挨拶もなかったため、彼らの怒りを買ったと伝わる。12月に船橋は1,000石が与えられ、一方これまで国許で政務を執ってきた譜代の家老である兼平信孝と乳井建定が家老職を罷免された。
寛永11年（1634年）7月、信義は3代将軍徳川家光の上洛に同行し、翌月江戸藩邸に帰りつく。この時譜代派の家臣が江戸の町家に立て篭もり「船橋半左衛門らの放逐」を藩に求めた。藩は説得にあたったが失敗、結局幕府が介入して藩主・信義、船橋派の代表、譜代派の代表らを喚問して騒動解決をはかった。
裁定が下ったのは2年後の寛永13年（1636年）、信義は若年であり態度も神妙であることから咎めはなく、喧嘩両成敗として譜代派中心人物の乳井建定・兼平信孝は長門の毛利家、船橋半左衛門・長仍親子や乾安儔らは伊予松山藩松平家の松平定行にお預けとなった。

### 正保の騒動
正保4年（1647年）、3代藩主・信義を強制隠居、嫡子信政を廃嫡させ、信義の異母弟で幕府旗本で幕府の覚えも良い信英を藩主に擁立しようとする主君押込の企てがあった。計画段階で信義へ密告があり、大きな騒動となる前に防がれている（この密告者は信英の弟の津軽百助信隆と家老の北村宗容だとされている）。異母弟（信光、為盛、（大道寺）為久）や妹婿すらも処罰したが、信英の身柄については、信英本人の関与が明らかでないこと、既に幕府直参旗本の身分であったために津軽藩の自由にはできないこと、信義自身が信英に好意的であったことからなにも咎められなかった。
企ての背景には複数の要因があったとされる。そのうち主なものは以下のようなものである。
- 信義は藩政に功績がある反面、酒乱であり女性関係にも問題があった、などと今日では伝わる。それら不行跡が幕府の目に留まり、藩が処罰されることを恐れた。
- 信英は幕府に小姓として召し出され大身旗本へ取り立てられており幕閣の覚えがよく、文武ともに優秀であった。
- 船橋騒動（前述）後から信義は積極的に藩政を指示し、藩主権力の強化に努めたため、既得権益を失いたくない一派が反発した。
- 信義は長男だが母は側室の辰姫であり、辰姫は、関ケ原の戦いで家康と戦って敗れ刑死した石田三成の三女で、豊臣秀吉正室の高台院の養女だった。すなわち信義は「豊臣に縁があり、なにより石田三成の孫」にあたる。それに対し、信英は次男ではあるが母は正室の満天姫であり、「徳川家康の義理の孫」である(ただし信英の母は満天姫ではないとする説もある)。そのため幕府の感情への配慮、また幕府に阿るため、先代信枚の頃から信英を擁立したい一派が存在していた。

関係者は流罪や切腹となったが、告発したとされている一人の北村宗容は翌慶安元年（1648年）1月17日、弘前城中で遺恨を持った村山七左衞門（村山滋朝）により殺害されている。村山は元は信英擁立派であり、同派の仲間が処罰で切腹させられた際、村山が介錯を命じられていた。

### 津軽信章越境事件
元禄2年 （1689年）、 4代藩主・津軽信政の異母弟である津軽信章（津軽兵庫）は湯治と称して藩領内の大鰐温泉へ出立、そのまま一族郎党53人を引き連れて出羽久保田藩との藩境にある石の塔を通り、無断で久保田藩へ越境（亡命ないしは逐電）を試みた。連絡を受けた津軽家や幕府の指示で津軽兵庫と一族は久保田藩から弘前藩へと呼び戻され、家族は別れ別れにされて生涯蟄居の身となった。一族は待遇面でも経済面でも苦しく、悲惨な最期を遂げた。
越境の理由にはいくつかの説があるが、藩主の信政との不和や、山鹿系家臣を優遇する信政の偏った人事に対する不満から、津軽藩を出て久保田藩ないしは紀州藩に仕えようとした、などと言われている。

## 財政再建

### 宝暦の改革
7代藩主・津軽信寧の代に勘定奉行を務めた乳井貢は藩士からの借米の一部を棒引きすると共に、豪商への課税を強化するなど藩財政を立て直しを行った。このことが功を奏し、宝暦5年（1755年）に発生した宝暦の飢饉の際には餓死者の発生を抑えることに成功。信寧より「貢」の名を賜った。また、同6年（1756年）には、外が浜巡視をきっかけに津軽半島の海岸線に居住するアイヌ民族（本州アイヌ）を平民扱いとする同化政策を実施し、その生活や地位を向上させた。一方で、アイヌ民族固有の文化や生活様式は急速に失われ、抵抗した住民の一部は逃亡し、最終的には弘前藩に恭順している。
ところが、藩士や商人の抵抗により乳井は失脚、藩政改革は頓挫。天明元年（1781年）から起こった天明の大飢饉は藩に大打撃を与える。乳井は幽閉地では水田を開き、村人に数学（そろばん）や和文の読み書き、実学ほかを教え慕われた。多数の著書を著わし、赤穂浪士を激しく批判した事や、中華思想や朱子学、朝鮮半島との関りにも反対意見を述べた 論文などが知られる。

### 天明の改革
信寧の跡を継いだ8代藩主・津軽信明は改めて藩の財政改革に乗り出す。天明4年（1784年）、再登用した乳井貢はじめ、毛内有右衛門ら有能な士を登用。不正を行なう家臣や商人に対しては厳しい処罰で臨んだ。
信明はさらに倹約令や出費の大幅削減、義倉設置による食糧備蓄、藩校の開設と教育の普及、藩法の制定、年貢徴収方法を定免法から検見法に改めるなどして、着実な改革を行なって財政を再建した。ところが信明は30歳で急死、これには毒殺説もある。

## 歴代藩主
津軽家（弘前津軽家）
外様　4万7000石→4万6000石→7万石→10万石
- 初代 - 為信（ためのぶ）〔従五位下、右京大夫〕（1600年- 1607年）
- 2代 - 信枚（または「信牧」 のぶひら）〔従五位下、越中守〕（1607年 - 1631年）
- 3代 - 信義（のぶよし）〔従五位下、土佐守〕（1631年 - 1655年）
- 4代 - 信政（のぶまさ）〔従五位下、越中守〕（1656年 - 1710年）
- 5代 - 信寿（のぶひさ）〔従五位下、土佐守〕（1710年 - 1731年）1,000石収公により4万6,000石
- 6代 - 信著（のぶあき）〔従五位下、出羽守〕（1731年 - 1744年）
- 7代 - 信寧（のぶやす）〔従五位下、越中守〕（1744年 - 1784年）
- 8代 - 信明（のぶはる、のぶあきら）〔従五位下、土佐守〕（1784年 - 1791年）
- 9代 - 寧親（やすちか）〔従五位下、土佐守〕（1791年 - 1820年）蝦夷地警護により7万石→高直しにより10万石
- 10代 - 信順（のぶゆき）〔従四位下、出羽守・侍従〕（1820年 - 1839年）
- 11代 - 順承（ゆきつぐ）〔従四位下、左近将監〕（1839年 - 1859年）
- 12代 - 承昭（つぐあきら）〔従四位下、土佐守・左近衛権少将・侍従　藩知事　贈・従一位〕（1859年 - 1869年）

### 後史
津軽伯爵家（1869年  - 1945年 ）　
1. 英麿（ふさまろ） - 近衛忠房の次男。後陽成天皇の男系11世の子孫。

津軽宗家（1945年  - ）　
1. 義孝（よしたか） - 徳川義恕の次男。
2. 晋（しん） -  義孝の孫（養嗣子）。常陸宮正仁親王妃・華子の甥。

- 現当主の津軽晋は21世紀になっても、弘前藩や津軽家廟所の供養などに参加している[23]。

## 家老
- 津軽百助家（1600石・藩主一門）
津軽信隆（藩主:信義弟）＝政朝(弘前藩主:信義の子)―寿朝―朝喬―健朝―朝久＝朝儀（黒石領主:著高弟）－朝定－順朝＝薫(弘前藩御城代:津軽右近の子)
幕末、弘前・黒石両家で藩祖為信の血統が途絶えたため、この家から血統の復活がはかられた。
- 大道寺隼人家（1000 - 1500石前後・藩主一門）
大道寺直英 ＝ 直秀（婿養子。藩主信枚義弟）＝為久（婿養子。信枚七男）－維新後まで存続、子孫は県会議長
- 杉山家（1000 - 1700石前後・譜代）
杉山源吾－吉成－吉煕－成武－成胤－成総－成務－成充－成章－成務－成範－成知
- 山鹿家（300 - 3000石・外様・山鹿素行嫡流）
山鹿政実（津軽高恒）－高豊－高直－高美[24]－（女子）－高補－高幸－高敏－高朗－高栄

## 黒石藩
弘前藩の支藩に、陸奥国津軽郡黒石（現在の青森県黒石市）に置かれた黒石藩（くろいしはん）がある。黒石藩は本家4代藩主信政が藩主就任時幼少だったため、幕府の指示により叔父の信英（3代藩主・信義の弟）を本藩の後見人とすべく、明暦2年（1656年）に信政が本藩を継ぐと同時に弘前藩より5000石を分知されたのに始まる。黒石津軽家8代となる親足の代に至り、文化6年（1809年）弘前本藩よりさらに6000石の分与があり、1万石の外様大名として柳間に列した。居城は黒石陣屋（黒石城）。
信英は分知の際、賀田・猿賀・青森を希望したが叶えられず、津軽家の為信時代の拠点の一つ、黒石に配されたと伝わる。5000石の内訳は、黒石周辺2000石、平内周辺（現青森県東津軽郡平内町）1000石、弘前藩の飛び領地上野国大舘（現在の群馬県太田市尾島地区など）一帯2000石。
また、歴代当主（政兕以降）は、本家である弘前藩主（上記）からの偏諱を受けている。
幕末の戊辰戦争では本家の弘前藩と行動をともにした。明治4年（1871年）7月、廃藩置県により黒石県となる。同年9月、他県とともに弘前県に合併し、現在の青森県の一部になった。

### 歴代黒石領主
津軽家（黒石津軽家）
交代寄合 5000石→4000石
- 初代　信英（のぶふさ）（1656年 - 1662年）
- 2代　信敏（のぶとし）（1663年 - 1683年） 弟津軽信純に1000石分与。
- 3代　政兕（まさたけ）〔正六位下、釆女正〕（1683年 - 1743年） 交代寄合から外されると伝わる。
- 4代　寿世（ひさよ）（1743年 - 1758年） 本家4代藩主信政の五男。婿養子。
- 5代　著高（あきたか）（1758年 - 1778年）
- 6代　寧親（やすちか）〔従五位下、土佐守〕（1778年 - 1791年） 弘前藩9代藩主となる。
- 7代　典暁（つねとし）（1791年 - 1805年）
- 8代　親足（ちかたり）（1805年 - 1809年）

### 歴代黒石藩主
津軽家（黒石津軽家）
外様　1万石
- 初代　親足（ちかたり）〔従五位下、甲斐守〕（1809年 - 1825年） 上総久留里藩主・黒田直亨の四男。
- 2代　順徳（ゆきのり）〔従五位下、左近将監〕（1825年 - 1839年） 弘前藩11代藩主を相続し、津軽順承と改名。三河吉田藩主・松平信明の三男。
- 3代　承保（つぐやす）〔従五位下、出雲守〕（1839年 - 1851年） 津軽親足の次男。
- 4代　承叙（つぐみち）〔従五位下、式部少輔 贈・正三位〕（1851年 - 1869年） 弘前本藩一門、津軽順朝の次男。

## 略年表
- 1590年（天正18年） - 年末、為信上洛。翌1月にかけて3万石を安堵。
- 1594年（文禄3年） - 大浦城から堀越城に移り、城下町を形成。
- 1600年（慶長5年） - 関ヶ原の戦いに為信出陣。留守中、板垣・尾崎・多田の三将が謀反し、堀越城を占拠。戦後、4万5000石安堵、2000石加増。
- 1603年（慶長8年） - 鷹岡（高岡）に町割りを実施。
- 1609年（慶長14年） - 2代藩主信枚の津軽仕置が認められる。
- 1610年（慶長15年） - 鷹岡に築城を開始。
- 1611年（慶長16年） - 鷹岡城（高岡城、弘前城）ほぼ完成。寺社、家臣、工商民が鷹岡へ移転。
- 1612年（慶長17年） - 高坂蔵人の乱。
- 1615年（元和元年） - 長勝寺構が形成。寺社、城下に移転。
- 1625年（寛永2年） - 津軽から江戸への廻船運航許可。
- 1626年（寛永3年） - 信枚、青森の町づくりを命じる。
- 1627年（寛永4年） - 鷹岡城の天守が落雷で炎上し、内部の火薬に引火して大爆発。天守、本丸御殿、諸櫓を起こして焼失した。
- 1628年（寛永5年） - 鷹岡を信枚の帰依する天海大僧正が名付けた弘前と改称。
- 1636年（寛永13年） - 船橋騒動。
- 1647年（正保4年） - 正保騒動。
- 1649年（慶安2年） - 寺町大火。翌年、新寺町できる。
- 1657年（明暦3年） - 黒石津軽領が成立。
- 1661年（寛文元年） - 信政初めて入国、『弘前藩庁日記』の記録始まる。御家中法度などを発布。
- 1664年（寛文4年） - 寛文印知で4万7000石安堵。鰺ヶ沢などに「御蔵」を建設。植林に乗り出す。
- 1665年（寛文5年） - 参勤道を大間越口（現在の国道101号[25]）から碇ヶ関口に変更。
- 1669年（寛文9年） - シャクシャインの戦い。藩兵を松前藩に派遣。
- 1671年（寛文11年）- 信政が吉川惟足に入門し、神道を学ぶ。
- 1672年（寛文12年） - 大坂への城米廻漕を開始。
- 1684年（貞享元年） - 貞享検地（領内検地高26万1831石）。
- 1689年（元禄2年） - 黒石津軽家の分家に跡継ぎがなく、1000石を収公されて4万6000石となる。
- 1690年（元禄3年） - 野元道玄を招き、蚕の飼育と蚕の餌となる桑の栽培、製糸・染織を指導。
- 1708年（宝永5年） - 元禄赤穂事件に協力した大石無人の一派を処罰追放。
- 1712年（正徳2年） - 高照霊社創建。
- 1713年（正徳3年） - 南部藩との間に檜山騒動勃発。
- 1731年（享保16年） - 『津軽一統志』完成。
- 1753年（宝暦3年） - 乳井貢を登用、宝暦改革が始まる。
- 1793年（寛政8年）- 西津軽地震により被害。
- 1796年（寛政8年） - 藩校「稽古館」開学
- 1805年（文化2年） - 蝦夷地警備の勤功により、7万石に高直り。
- 1807年（文化4年） - 蝦夷地で津軽藩士殉難事件。
- 1808年（文化5年） - 10万石に昇格。
- 1809年（文化6年） - 支藩・黒石藩成立
- 1811年（文化8年） - 三階櫓（現在の天守）完成。
- 1821年（文政4年） - 相馬大作事件。
- 1848年（嘉永元年） - 平舘に砲台を築く。
- 1868年（明治元年） - 野辺地戦争。
- 1871年（明治4年） - 廃藩置県。弘前県、黒石県成立。

## 幕末の領地
- 陸奥国
  - 津軽郡 - 弘前藩828村、黒石藩50村。
- 陸奥国（岩代国）
  - 伊達郡 - 黒石藩1村。
- 和人地（後志国。いずれも開拓使直轄領に編入）
  - スツツ場所（寿都郡） - 弘前藩寿都陣屋
  - シマコマキ場所（島牧郡） - 弘前藩

弘前藩は、明治維新後に、いったん開拓使直轄領となった後志国島牧郡の一部が再び所領に加わった。

## 藩邸
- 弘前藩の藩邸（上屋敷）は本所二ツ目（現在の墨田区亀沢二丁目北斎通り）。地下鉄都営両国駅下車「すみだ北斎美術館」がある付近。
- 中屋敷は向柳原（現在の台東区鳥越一丁目）にあったが、文政10年（1827）閏(うるう)6月に戸越（現在の品川区戸越一丁目）に移された。[26]。敷地は約六千坪。
- 下屋敷は日本橋（現在の中央区日本橋浜町二丁目）。今は浜町公園となっており、公園の敷地内にはほかに一橋徳川家、牧野家などの屋敷があった。

## 菩提寺
弘前における歴代藩主の菩提寺は長勝寺および高照神社。江戸の墓所は寛永寺山内の津梁院。藩士の墓は本行寺など。

## 説経節『さんせう太夫』
津軽地方の山岳信仰の対象である岩木山には「山椒大夫」（安寿と厨子王丸）に登場する安寿が祀られている。
説教節では安寿は拷問によって非業の死を遂げるが、彼女を酷使して殺害した山椒大夫・山岡太夫らはいずれも丹後国の者であったため、弘前藩領に[丹後の人間が入ると安寿の怨霊によって災害が起こって人々を苦しめるとされた。江戸時代末期になってさえ、弘前藩では丹後の住人を忌避した。これは「丹後日和」と呼ばれた。天明8年 (1788年) 7月、江戸幕府巡見使の一員として弘前藩内に入った古川古松軒は、7月15日の日記に「丹後日和」のことを記録している。これによると、丹後の人が弘前藩内に入ると天候が荒れ災いが生ずるとされ、故に丹後の出身者は領内に一人もいない、というものだった。また同じ著述により、幕府巡見使の江戸出発に際して、幕府に対し津軽藩から一行の中に丹後出身者がいるか否かの照会があり、万一いた場合は構成員から除外して欲しいとの要望が出され、該当の人は一行から外されたと記録されている。古松軒自身は、丹後日和を妄説であると述べているが、津軽藩から要請された幕府はそれを拒否しなかった。 これは藩の公式の記録にも残っている。
弘前藩が自らの苛政を隠蔽し、領民の不満を丹後人に向けて逸らせようとする策であったとする説がある。

## 津軽藩の獣害対策
津軽藩の特徴的な政策の一つとして獣害対策がある。これは狩猟に長けた本州アイヌやマタギを士分に取り立て、熊や狼、猪等を狩りつくして領民を獣害から守ったという。この政策により江戸時代は津軽半島から獣が絶滅近く減少した代わりに、獣害は数える程しか存在しなかったと言われている。

## 検地
弘前藩では検地に関わる様々な文献が現存しており、非常に正確な検地を行っていたことで知られる。

### 貞享検地
貞享検地（じょうきょうけんち）は貞享年間に弘前藩全域で行われた検地である。これを記録した検地帳「陸奥国津軽郡御検地水帳」917冊が現存している。それ以前の検地と比べて非常に正確な検地が行われた。